# Teoría de las actividades rutinarias
La teoría de las actividades rutinarias relaciona de forma directa la racionalidad de la opción de delinquir con el factor oportunidad. El criminal se guía por aspectos utilitarios, costes y beneficio de la conducta a realizar desde el punto de vista de sus propias expectativas. Esta teoría se entrelaza con las llamadas “de oportunidad”, que se refieren al contexto y confluencia de factores específicos en un mismo espacio-tiempo que facilitarían la comisión del delito. La oportunidad en la vida moderna se da más a menudo, lo que empujaría al delincuente a tomar la decisión racional de cometer el delito con más frecuencia.
Los autores realizaron un estudio entre los años 1960 y 1980, cuando hubo un gran crecimiento económico y observaron que el índice de delitos aumentaba a la par. La notable mejora de los niveles y condiciones de vida descartaba la pobreza como factor de incremento de la tasa de criminalidad.

## Origen de la teoría
Fue formulada por Marcus Felson y Lawrence E. Cohen en un trabajo publicado en 1979: Social Change and Crime rate trends: A routine activity approach. La teoría de las actividades rutinarias vincula la actividad delictiva con el contexto situacional de autor y víctima, dando peso a los patrones rutinarios de ambos, tanto legales como ilegales. Dichos patrones son los factores principales de la comisión exitosa del delito. Existe interdependencia entre el estilo de vida de la sociedad y las actividades rutinarias de los propios delincuentes.
La teoría dio pie a las teorías de elección racional formuladas en los siguientes años. Surgen a raíz de un nuevo enfoque criminológico del delito, que deja de centrarse en el criminal y comienza a prestar atención al evento criminal en sí y los factores que influyen en él. Este enfoque clásico parte de la visión pesimista respecto de la condición humana, dejando atrás posturas positivistas y considerando el delito fruto de la falta de control adecuado.
José Ramón Agustina lo describe así:

Así, en primer lugar encontramos cómo la Escuela Clásica definía al delincuente como un individuo racional, egoísta, calculador que, sobre la base de su comprensión “económica” de sus alternativas de acción (ventajas/inconvenientes), era susceptible de valorar en términos de coste-beneficio, placer-dolor, si le compensaba cometer el hecho delictivo. (…)

Casi todo el mundo tiene subidas y bajadas, momentos en los que “está por lo que hay que estar” y momentos en los que se halla ausente, en los que está furioso y en los que conserva la calma, en los que se manifiesta conforme y en los que se rebela. Todos tenemos, o podemos tener con facilidad, comportamientos legales e ilegales. Este punto de vista se ha integrado en todo un campo de ciencias sociales al que se ha denominado psicología social situacional.”

En un contexto más amplio, la teoría de Felson y Cohen junto con las de espacio defendible, de oportunidad, de elección racional y del estilo de vida, se engloba, según GARCIA- PABLOS, dentro de las teorías prevencionistas de orientación situacional.

## Factores principales
Para Cohen y Felson, el delito se produce de forma efectiva cuando confluyen tres factores en el mismo espacio-tiempo:
1. Un delincuente motivado a cometer el delito. Estos deben haber aprendido y adquirido las habilidades necesarias para delinquir.
2. Una víctima propicia u objetivo alcanzable que esté visible y descuidado.
3. Ausencia de guardianes eficaces capaces de evitar el delito, es decir, de control social. Este control social puede ser tanto formal, policías, como informal, cualquier ciudadano que pueda protegerse o proteger a otros o a las propiedades.

Partiendo de estos tres factores principales, Felson y Cohen establecen que la falta de cualquiera de los tres es suficiente para prevenir la comisión del delito. La presencia de alguno de ellos aumenta el riesgo de que se produzca el delito, siendo altamente probable si convergen los tres a la vez.
Más tarde Felson incorporaría otros dos factores a su teoría:
1. La ausencia de un supervisor íntimo ( persona próxima al ofensor que puede minimizar el potencial delictivo de éste)
2. El comportamiento del llamado “gestor de espacio”, personas que controlan el espacio como porteros o vigilantes.

Clarke sugiere un sexto factor: el facilitador del crimen, esto es la persona que facilita al delincuente armas o instrumentos para cometer el delito.

## Triángulo de la delincuencia y del control[6]
Eck propone un modelo integrador que se encuentra fundamentado en la teoría de Cohen y Felson de las actividades rutinarias de la delincuencia, añadiendo los elementos de control que le corresponderían a cada uno de los factores. 
1. Ante los potenciales delincuentes tendríamos a los cuidadores. Estos cuidadores pueden ser padres, maestros o, en general, cualquier persona dedicada al cuidado, supervisión o control de los niños, menores, etc.
2. Frente a la posible víctima propicia u objetivo que se encuentre en un determinado lugar, tendríamos los guardianes o vigilantes. Estos se encuentran observando dichos objetivos para así poder evitar que se lleven cierta propiedad o que estos sean asaltados. Normalmente, los guardianes son ciudadanos, pero también pueden ser policías o vigilantes privados.
3. En cuanto al cuidado de los lugares para poder evitar que se lleven a cabo los delitos, tendríamos a los administradores de negocios, fábricas, oficinas, bares, etc. Estos pueden ser personal de administración, gerentes, o incluso, los propios vecinos de la zona.